# Triangle (série télévisée)
Triangle (hangeul : 트라이앵글 ; RR : Teuraiaenggeul) est une série télévisée sud-coréenne diffusée du 5 mai au 29 juillet 2014 sur MBC en Corée du Sud avec Kim Jaejoong, Lee Beom-soo, Yim Si-wan, Oh Yeon-soo et Baek Jin-hee,,.

## Synopsis
Jang Dong-soo, Jang Dong-chul et Jang Dong-woo sont trois frères qui se sont séparés à un jeune âge après que leur père est mort et leur mère les a laissés. Ils se retrouvent vingt années plus tard, mais pas au courant de leurs liens de sang, leurs chemins infortunés convergent sur le territoire de casino où ils se trouvent en contradiction avec l'autre.

## Distribution

### Acteurs principaux
- Kim Jaejoong : Jang Dong-chul / Heo Young-dal
- Lee Beom-soo : Jang Dong-soo
  - Noh Young-hak : Jang Dong-soo (jeune)
- Yim Si-wan : Jang Dong-woo / Yoon Yang-ha
- Oh Yeon-soo : Hwang Shin-hye
  - Kim So-hyun : Hwang Shin-hye (jeune)
- Baek Jin-hee : Oh Jung-hee

### Acteurs secondaires
- Park Ji-yeon : Sung Yoo-jin (depuis l'épisode 15)
- Kang Shin-il : Hwang Jung-man
- Jang Dong-jik : Hyun Pil-sang
- Kim Byung-ki : Président Yoon
- Hong Seok-cheon as Man-kang
- Lee Yoon-mi : Madame Jang
- Shin Seung-hwan : Yang Jang-soo
- Im Ha-ryong : Yang Man-choon
- Kim Ji-young : la grand-mère de Jung-hee
- Kim Joo-yeob : Oh Byung-tae
- Park Min-soo : Oh Byung-soo
- Jung Ji-yoon : Kang Hyun-mi
- Jo Won-hee : Kang Chul-min
- Wi Yang-ho : Tak Jae-geol
- Park Hyo-joo : Kang Jin
- Son Ji-hoon : Détective Lee
- Im Ki-hyuk : Détective Min
- Kim Byung-ok : Go Bok-tae
- Jo Sung-hyun : Kim Sang-moo
- Yeo Ho-min : Gong Soo-chang
- Jung Kyung-soon : Madame Paju
- Naya : Lee Soo-jung
- Baek Shin : Détective Gook
- Park Won-sook : Heo Choon-hee
- Choo Sung-hoon : enforcer (caméo)

## Réception
| Nombre d'épisodes | Date de diffusion | Part d'audience moyenne | Part d'audience moyenne     | Part d'audience moyenne | Part d'audience moyenne     |
| Nombre d'épisodes | Date de diffusion | TNmS Ratings            | TNmS Ratings                | AGB Nielsen             | AGB Nielsen                 |
| Nombre d'épisodes | Date de diffusion | Tout le pays            | Région de la capitale Séoul | Tout le pays            | Région de la capitale Séoul |
| ----------------- | ----------------- | ----------------------- | --------------------------- | ----------------------- | --------------------------- |
| 1                 | 5 mai 2014        | 9,0 %                   | 10,3 %                      | 8,9 %                   | 9,7 %                       |
| 2                 | 6 mai 2014        | 8,6 %                   | 10,2 %                      | 9,6 %                   | 11,1 %                      |
| 3                 | 12 mai 2014       | 7,1 %                   | 8,9 %                       | 7,5 %                   | 8,1 %                       |
| 4                 | 13 mai 2014       | 7,4 %                   | 8,9 %                       | 7,4 %                   | 7,9 %                       |
| 5                 | 19 mai 2014       | 7,0 %                   | 8,2 %                       | 7,3 %                   | 8,2 %                       |
| 6                 | 20 mai 2014       | 7,5 %                   | 8,8 %                       | 6,8 %                   | 7,1 %                       |
| 7                 | 26 mai 2014       | 6,9 %                   | 8,5 %                       | 6,7 %                   | 6,9 %                       |
| 8                 | 27 mai 2014       | 7,7 %                   | 9,5 %                       | 6,3 %                   | 5.8%                        |
| 9                 | 2 juin 2014       | 6.6%                    | 8.2%                        | 6,4 %                   | 7,3 %                       |
| 10                | 3 juin 2014       | 7,3 %                   | 8,7 %                       | 6,7 %                   | 7,0 %                       |
| 11                | 9 juin 2014       | 7,0 %                   | 8,5 %                       | 6,2 %                   | 6,7 %                       |
| 12                | 10 juin 2014      | 6,9 %                   | 8,8 %                       | 6,2 %                   | 6,9 %                       |
| 13                | 16 juin 2014      | 7,1 %                   | 8,9 %                       | 5.7%                    | 6,2 %                       |
| 14                | 17 juin 2014      | 7,7 %                   | 9,4 %                       | 7,7 %                   | 8,2 %                       |
| 15                | 23 juin 2014      | 8,0 %                   | 10,4 %                      | 7,5 %                   | 7,7 %                       |
| 16                | 24 juin 2014      | 9,2 %                   | 11,8 %                      | 8,6 %                   | 9,2 %                       |
| 17                | 30 juin 2014      | 8,2 %                   | 10,5 %                      | 7,4 %                   | 8,0 %                       |
| 18                | 1er juillet 2014  | 8,4 %                   | 10,2 %                      | 8,9 %                   | 10,0 %                      |
| 19                | 7 juillet 2014    | 8,3 %                   | 11,1 %                      | 9,0 %                   | 10,0 %                      |
| 20                | 8 juillet 2014    | 8,6 %                   | 11,8 %                      | 9,5 %                   | 10,3 %                      |
| 21                | 14 juillet 2014   | 7,9 %                   | 10,9 %                      | 9,1 %                   | 10,4 %                      |
| 22                | 15 juillet 2014   | 9,5 %                   | 12,7 %                      | 10,0 %                  | 11,2 %                      |
| 23                | 21 juillet 2014   | 8,8 %                   | 11,2 %                      | 9,5 %                   | 9,9 %                       |
| 24                | 22 juillet 2014   | 9,1 %                   | 11,5 %                      | 10,0 %                  | 11,6 %                      |
| 25                | 28 juillet 2014   | 8,8 %                   | 11,6 %                      | 9,2 %                   | 10,5 %                      |
| 26                | 29 juillet 2014   | 10.3%                   | 13.2%                       | 10.5%                   | 12.2%                       |
| Moyenne           | Moyenne           | 8,0 %                   | 10,1 %                      | 8,0 %                   | 8,8 %                       |

## Prix et nominations
| Année | Prix                                         | Catégorie                                                                    | Destinataire | Résultat   |
| ----- | -------------------------------------------- | ---------------------------------------------------------------------------- | ------------ | ---------- |
| 2014  | 7th Korea Drama Awards                       | Prix d'excellence en haut[pas clair], acteur                                 | Kim Jaejoong | Lauréat    |
| 2014  | 16th Seoul International Youth Film Festival | Meilleure jeune actrice                                                      | Park Ji-yeon | Nomination |
| 2014  | 2014 MBC Drama Awards                        | Prix d'excellence en haut[pas clair], acteur dans un drame de projet spécial | Lee Beom-soo | Nomination |
| 2014  | 2014 MBC Drama Awards                        | Prix d'excellence, acteur dans un drame de projet spécial                    | Kim Jaejoong | Nomination |
| 2014  | 2014 MBC Drama Awards                        | Prix d'excellence, actrice dans un drame de projet spécial                   | Baek Jin-hee | Lauréat    |
| 2014  | 2014 MBC Drama Awards                        | Meilleur nouvel acteur                                                       | Yim Si-wan   | Lauréat    |

## Diffusion
- MBC (2014)
- DATV[4]
- PPTV HD

### Sources
- (en) Cet article est partiellement ou en totalité issu de l’article de Wikipédia en anglais intitulé « Triangle (2014 TV series) » (voir la liste des auteurs).